# Yves Rolland
Pour les articles homonymes, voir Yves Rolland (homonymie).
Yves Rolland, né le 31 janvier 1957 à Savigny-sur-Orge (Essonne), est un haut fonctionnaire français. 
Il a été secrétaire général de France Télévisions d'août 2010 à février 2013, puis conseiller du président de France Télévisions de mars à septembre 2013. Il est également conseiller maître à la Cour des comptes,. 
Il est chevalier de la Légion d'honneur, commandeur des Arts et des Lettres, écrivain, producteur de programmes audiovisuels. Il s'est investi dans le monde culturel français tant au sein du service public que dans le privé. 

## Biographie

### Jeunesse et études
Yves Rolland est diplômé de l'Institut d'études politiques de Paris en 1979 et détenteur d'une maîtrise en droit public obtenue à l'université Paris I Panthéon-Sorbonne en 1981.
Il est un ancien élève de l'École nationale d'administration (promotion Louise Michel, 1984).

### Parcours professionnel
Yves Rolland intègre la Cour des comptes à sa sortie de l'ENA, en tant qu'auditeur. Il devient chargé de mission auprès du Premier Président de la Cour des comptes, André Chandernagor, en 1987, après avoir été rapporteur au Conseil des impôts. 
Nommé conseiller référendaire en avril 1988, il quitte la Cour des comptes en mars 1989 pour le Service juridique et technique de l'information (SJTI) où il est chargé de créer le département de la production audiovisuelle et des media privés. 
Il devient en avril 1991 directeur adjoint de la direction de la communication du ministère des affaires étrangères (qui deviendra en 1993 la direction de l'action audiovisuelle extérieure) aux côtés de Michel Lummaux puis de Stanislas de Laboulaye. À ce titre, il est membre du conseil d'administration de la SOFIRAD, de Radio Monte-Carlo et de Médi 1. Il est le chef de la délégation française à EUREKA Audiovisuel et au comité directeur des mass media (CDMM) du Conseil de l'Europe ainsi qu'au comité du programme MEDIA.
En octobre 1994, il est appelé au cabinet de Jacques Toubon, alors ministre de la culture et de la francophonie où il est conseiller technique chargé du cinéma et des dossiers européens. Après l'élection présidentielle de 1995, Yves Rolland rejoint le cabinet du Premier ministre Alain Juppé en tant que conseiller technique chargé de la culture et de la communication, fonction qu'il exerce jusque fin mai 1997. 
Après les élections législatives du printemps 1997, il rejoint la Cour des comptes qu'il quitte à nouveau en mai 1999 pour fonder la société de production audiovisuelle LGM avec Jean-Baptiste Dupont et Cyril Colbeau-Justin. Il en devient le président directeur général et produit, en qualité de producteur délégué, de nombreux programmes culturels (captations de spectacles et documentaires). Il produit avec ses deux associés le premier long métrage de LGM, Grégoire Moulin contre l'humanité réalisé par Artus de Penguern en 2000. La même année, il est nommé président directeur général des SOFICA fondées par la Société Générale et LGM baptisées Sogécinéma 1 à 5 puis SGAM AI Cinéma 1 et 2, fonctions qu'il exerce toujours. Parallèlement, de 1997 à 2002, il préside l'association Concours internationaux de la Ville de Paris qui organise divers concours musicaux dont le concours de violoncelle Mstislav Rostropovitch, le concours de flûte Jean-Pierre Rampal, le concours de trompette Maurice-André, le concours de jazz Martial Solal, le concours de lutherie et d'archèterie et le concours de piano contemporain Olivier Messiaen.
Il met fin à son activité de producteur en mai 2007 pour regagner la Cour des comptes. Il rejoint France télévisions, aux côtés de Rémy Pflimlin, en qualité de secrétaire général le 23 août 2010.
Il réintègre la Cour des comptes en novembre 2013 et est nommé président de section à compter du 7 janvier 2015. Parallèlement à ces activités à la Cour, il est nommé, en juillet 2014, rapporteur général de la commission permanente de contrôle des sociétés de perception et de répartition des droits.
Il fut également de 2004 à 2008 président de la Compagnie de danse Gang Peng soutenue par la Ville de La Rochelle, le Conseil général de Charente-Maritime, le Conseil régional Poitou-Charente et le ministère de la culture (DRAC Poitou-Charente). Il fut également membre du conseil scientifique de l'association Messiaen 2008. De 2010 à 2013, il est président du conseil d'administration du Conservatoire national supérieur de musique et de danse de Lyon. Il est administrateur du centre national du cinéma et de l'image animée (CNC) en tant que représentant de la Cour des comptes (depuis avril 2017) et administrateur de l'Institut national de l'audiovisuel (INA) désigné par le Conseil supérieur de l'audiovisuel (depuis janvier 2020).

## Distinctions
- Chevalier de la Légion d'honneur
- Commandeur de l'ordre des Arts et des Lettres (2021)[2]

## Mandat électif
Yves Rolland a été élu conseiller municipal de Savigny-sur-Orge (Essonne) en mars 1989 sur la liste conduite par Jean Marsaudon (RPR). Il a été réélu en mars 1996 et a démissionné en octobre 1999.

## Œuvres
Yves Rolland a collaboré à la rédaction de plusieurs ouvrages collectifs :
- Réduire l'impôt, les leçons de l'étranger, Paris, Economica, 1985
- Dénationalisations, les leçons de l'étranger, Paris, Economica, 1986
- La Jeunesse inégale, Paris, Economica, 1987
- Finances publiques et finances publiques, préface de Raymond Barre, Paris, Economica, 1987

En tant que producteur délégué, il a produit de nombreuses captations de spectacles vivants parmi lesquels : 
- enregistrés au Théâtre du Châtelet : 
  - Orphée et Eurydice et Alceste de Gluck, mise en scène de Bob Wilson et direction musicale de John Eliot Gardiner (1998) ;
  - La Belle Hélène d'Offenbach, mise en scène de Laurent Pelly et direction musicale de Marc Minkowski (2000) ;
  - Casse-Noisette, chorégraphie de Maurice Béjart (1999) ; **Hamlet de Thomas mise en scène de Nicolas Joel et direction musicale de Michel Plasson (2001) ;
  - Trois Sœurs de Peter Eötvös, mise en scène de Ushio Amagatsu et direction musicale de Peter Eötvös et Kent Nagano ;
  - Arabella de Richard Strauss mise en scène de Peter Musbach et direction musicale de Christoph von Dohnanyi ainsi que plusieurs récitals (Thomas Hampson, Dame Felicity Lott, Grace Bumbry, etc.)

- enregistrés à l'Opéra de Paris : 
  - Platée de Rameau, mise en scène de Laurent Pelly et direction musicale de Marc Minkowski (2002) ;
  - Les Boréades de  Rameau, mise en scène de Robert Carsen et direction musicale de William Christie (2003) ;
  - Les Indes galantes de Rameau, mise en scène d'Andrei Serban et direction musicale de William Christie (2003) ;
  - La Clémence de Titus de Mozart mise en scène par Ursel et Karl-Ernst Hermann et direction musicale de Sylvain Cambreling (2005);
  - Les Noces de Figaro de Mozart mise en scène de Christoph Marthaler et direction musicale de Sylvain Cambreling (2006).

- enregistrés au Festival d'automne à Paris : 
  - Le Pavillon aux pivoines, opéra chinois mis en scène par Chen Shi-zheng (1999) ;
  - La Bocca, i piedi et il suono de Salvatore Sciarrino au Musée d'Orsay (2003).